# Михайловское (Северная Осетия)
Миха́йловское (осет. Михайловскæй) — село в Пригородном районе Республики Северная Осетия — Алания. Северный пригород Владикавказа.
Административный центр муниципального образования «Михайловское сельское поселение».

## География
Село расположено на правом берегу реки Терек, у северной окраины города Владикавказ, с которым фактически слился. Находится в 15 км к северо-западу от районного центра — Октябрьское.

## История
Михайловское было основано немцами Поволжья во второй половине XIX века. В 1861 году севернее крепости Владикавказ три немецких семьи — Коберт, Нойбергер и Райфшнайдер — с благословения московского князя Михаила основали колонию, названную Михельсдорф в честь Его Высочества. В память о них осталось название железнодорожной станции Колонка, а также воспоминания старожилов об их трудолюбии.

## Население
| 1970 | 1979  | 1989  | 2002    | 2010  | 2021  |
| ---- | ----- | ----- | ------- | ----- | ----- |
| 5292 | ↘5059 | ↗6528 | ↗10 296 | ↘9217 | ↘8460 |

Национальный состав
По данным Всероссийской переписи населения 2010 года:
| Народ   | Численность, чел. | Доля от всего населения, % |
| ------- | ----------------- | -------------------------- |
| осетины | 7485              | 81,2 %                     |
| русские | 1408              | 15,3 %                     |
| армяне  | 102               | 1,1 %                      |
| другие  | 222               | 2,4 %                      |
| всего   | 9217              | 100 %                      |

## Топографические карты
- Лист карты K-38-30 Орджоникидзе. Масштаб: 1 : 100 000. Состояние местности на 1984 год. Издание 1988 г.